# Hišni računalnik
Hišni računalniki (angleško Home computer) so bili računalniki iz osemdesetih let 20. stoletja, preden so tržišče zavzeli osebni računalniki. To so bili računalniki, ki so bili poceni (tudi manj kot 200$), običajno so uporabljali TV za prikaz in kasetnik za shranjevanje podatkov. Podjetja, ki so proizvajala hišne računalnike, so bila: Sinclair, Atari, Commodore, Amiga, Apple, ...